# Enrica Crescentini
Enrica Crescentini (Roma, 4 novembre 1913 – Roma, 26 dicembre 2002) è stata una poetessa italiana.

## Biografia
Enrica Crescentini, nata a Roma il 4 novembre 1913, ha compiuto studi tecnici ma ha studiato privatamente per due anni lettere e disegno. Ha cominciato a inventare poesie a cinque anni. A nove anni ha incominciato a scrivere, ma a trent'anni distrugge tutto quanto aveva già scritto.
Vince il Premio Roma 1952 per una lirica sulla capitale.
Nel 1953 pubblica Cristo sulla rotaia. L'allora Ministro della Pubblica istruzione, Antonio Segni si era interessato del volume (ed. Corbaccio-dall'Oglio, Milano, 1953), disponendo la diffusione presso le biblioteche pubbliche. Il volume è illustrato da disegni di Giulio Turcato, Eliano Fantuzzi, Antonio Corpora, Demofilo Fidani e Bianca Roghi. Inoltre, lo stesso libro ricevette recensioni su vari periodici, tra cui Il Ponte nel 1954.
Nel settembre 1953 vince il Premio Marzotto nella categoria "opera prima" per la poesia. Nella stessa edizione, il premio per la letteratura viene assegnato ad Aldo Palazzeschi. Nell'archivio Palazzeschi è conservata una foto che ritrae insieme lo scrittore e la poetessa , così come una copia di "Cristo sulla rotaia", con dedica di Enrica Crescentini ad Aldo Palazzeschi .
Pubblica successivamente altri due sillogi Il compagno spietato e il libro segreto di Enrica e Io e Giggi, libro in romanesco scritto per istigazione del suo amico Aldo Fabrizi.
Dal 1964 decide di allontanarsi dalla sua carriera, continuando a scrivere nel privato. Muore il 26 dicembre 2002.

## Opere
- Enrica Crescentini, Cristo sulla rotaia, Milano, Corbaccio Dall'Oglio, 1953.
- Enrica Crescentini, Il compagno spietato e il libro segreto di Enrica, Tipografia Ferretti, 1962.
- Enrica Crescentini, Io e Giggi, Tipografia Ferretti, 1964.